# هلام البحر العادي
هلام البحر العادي أو قنديل البحر العادي هو واحد من أنواع جنس الأوريليا التي دُرست بشكل واسع. كل الأنواع في هذا الجنس قريبين للغاية، ومن الصعب أن يتم التعرف على هلام البحر العادي من دون أخذ عينات الجينية.
القنديل شفاف، بقطر حوالي (25-40 سم)، ويمكن أن يُعرف بواسطة شكل غدده التناسلية الأربعة التي على شكل حذوة الحصان، من السهل أن يرى من خلال أعلى الرأس. هو يتغذى بتجميع قنديل البحر، عوالق، و رخويات. بواسطة مخالبه ويجلبهم إلى جسمه للهضم. وهو قادر على حركة مقيدة، وهو ينجرف مع التيار حتى لو كان يسبح. وهو منتشر في أكثر بلاد العالم. وتشتمل حوافها على عدد كبير من اللواس المحيطية القصيرة والمزودة بخلايا لاسعة. وتشتمل من الوجه البطني على مقبض صغير يوجد في وسطه فم له أربع امتدادات شفويه تسمى بالفصوص الفمية لكل منها ميزاب وتؤدي فتحة الفم إلى بلعوم قصير جداً مفتوح علة جوف معدي يتفرع منه أربعة جيوب معدية، ويتصل بكل جيب معدي قناتان ذات أشعة تفتح كل منهما على قناة دائرية محيطية. وتمتد من القناة الدائرية أربع قنوات شعاعية متفرعة وأربع قنوات شعاعية رئيسية تجاه الجوف المعدي. يمر من خلال هذه القنوات تيار دائم من الماء حاملاً معه الجزئيات الغذاية. يوجد في نهاية المظلة مجموعات من الخلايا العصبية التي تحمل بعض الأعضاء الحسية مثل أعضاء التوازن، ويتكاثر الحيوان بواسطة المناسل الموجودة في الجيوب المعدية وعددها أربعة وهي اما خصى أو مبايض، أي ان الحيوان منفصل الجنس. يتم لقاح البيوض في ماء البحر. وتتطور البيضة الملقحة لتعطي يرقة مهدبة تسمى البلانيولا . تتحول بعدها إلى بويبلب صغير يتحول إلى ميدوسة صغيرة، والطور البوليبي لا يحتوي على أي جهاز تناسلي بخلاف الطور الميدوسي التكاثري.

## معرض صور

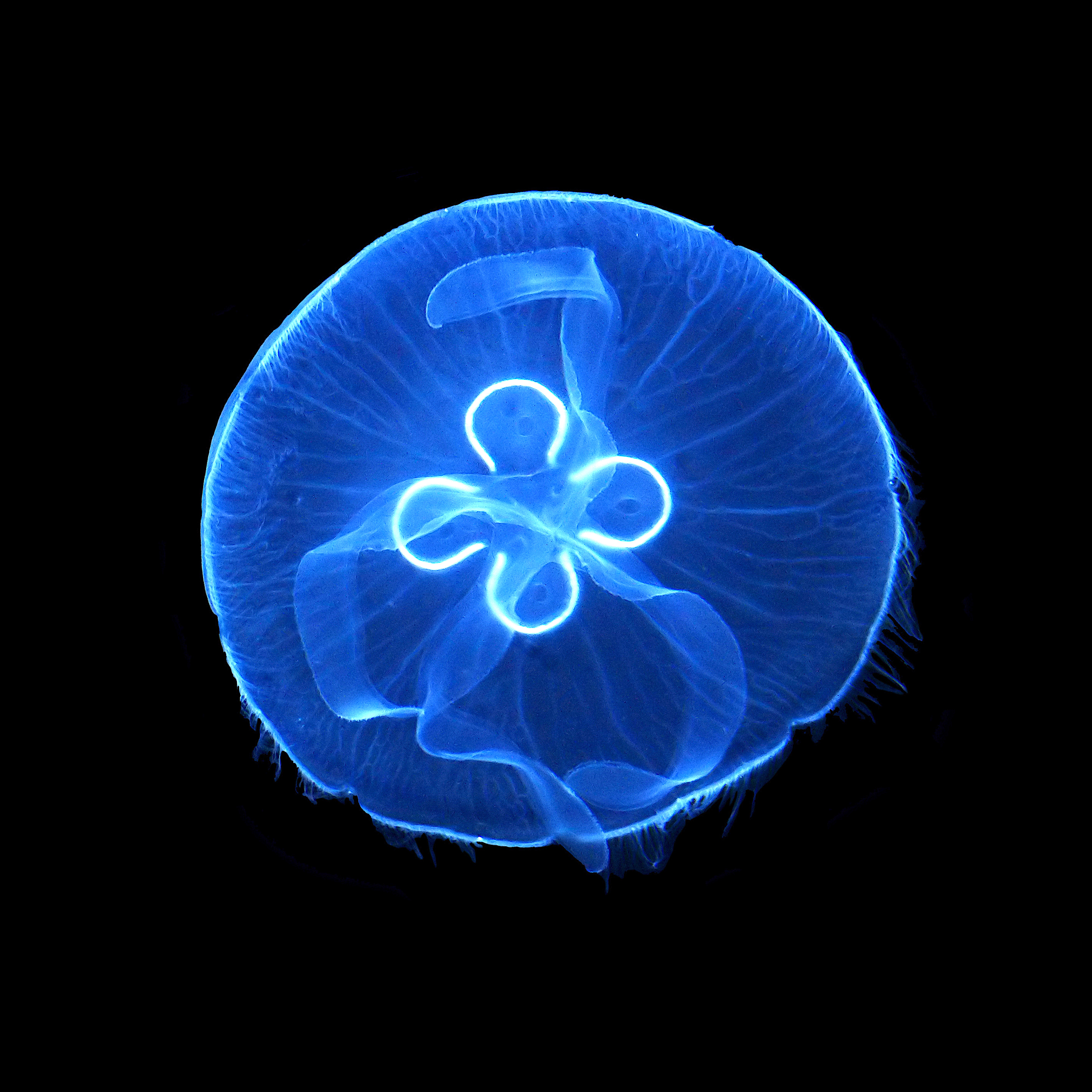
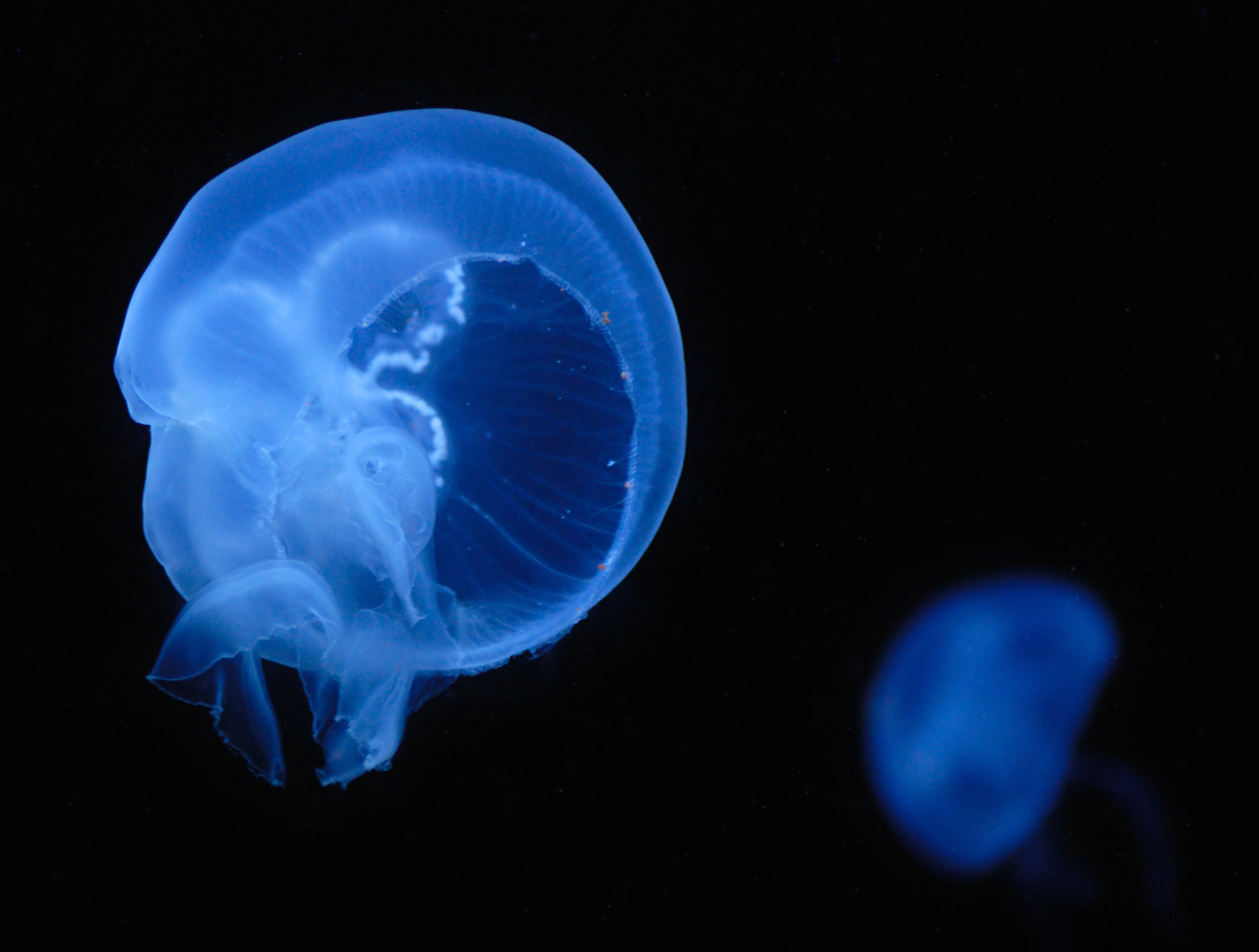
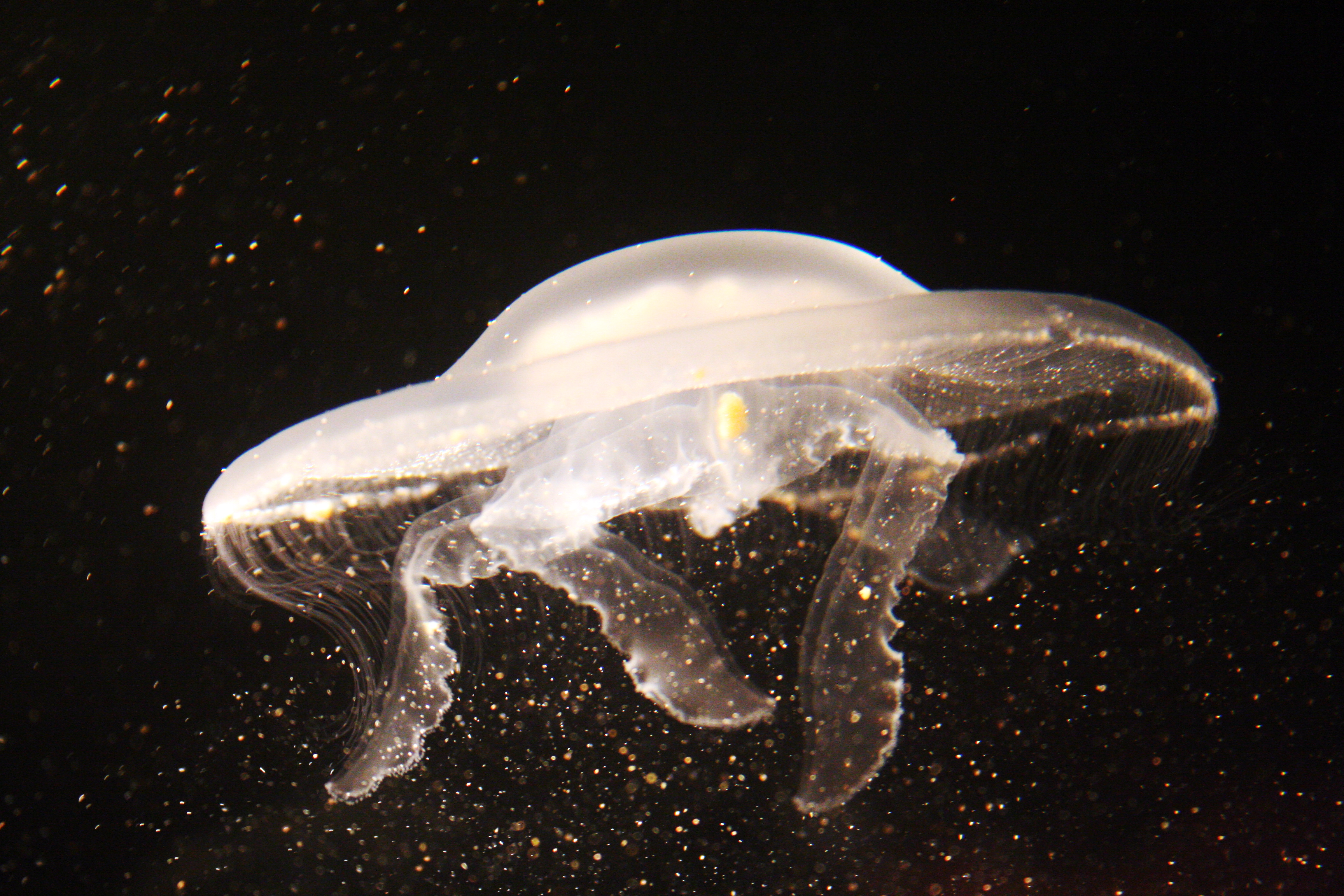
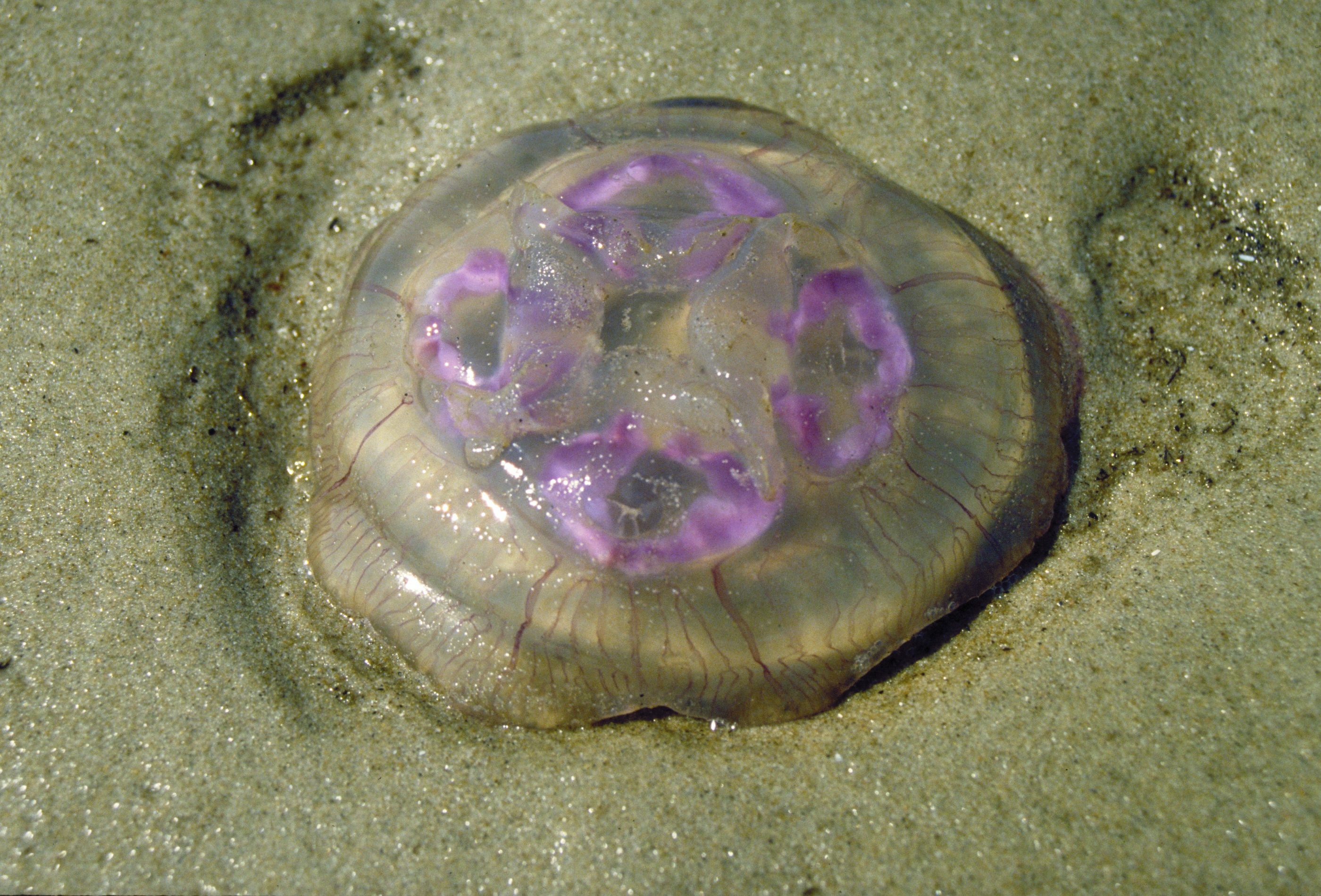
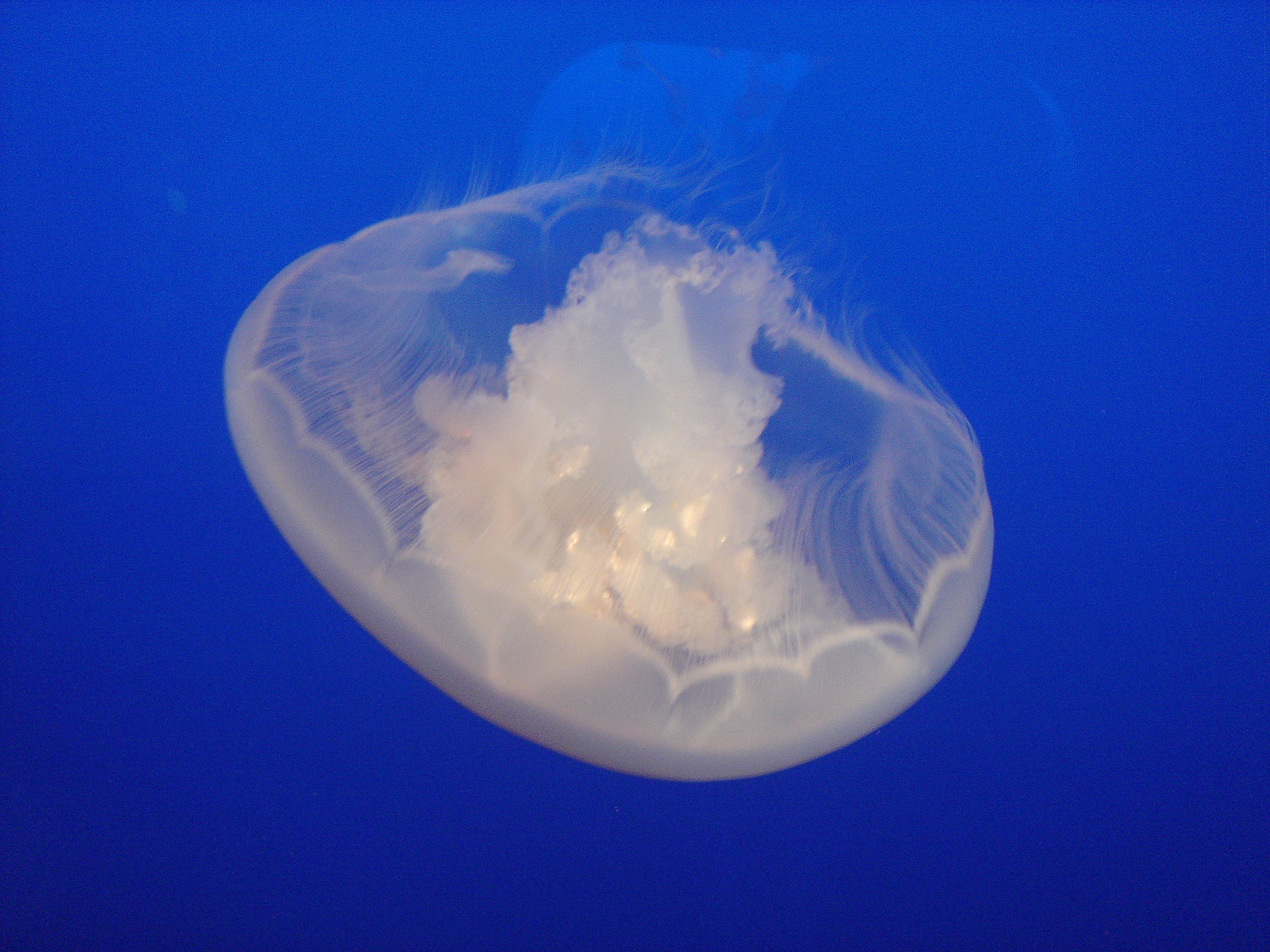
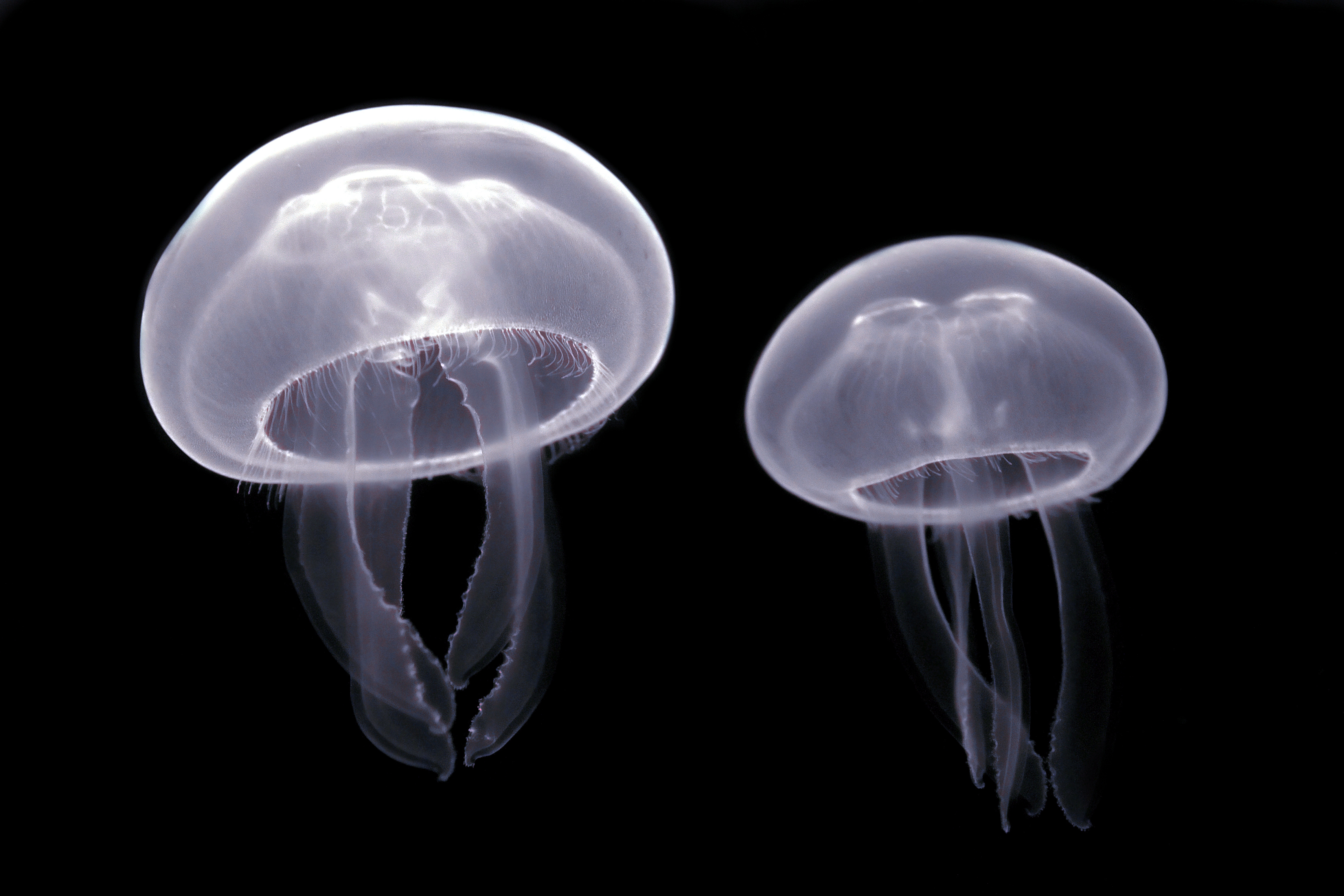